# Charlotte (aardappel)

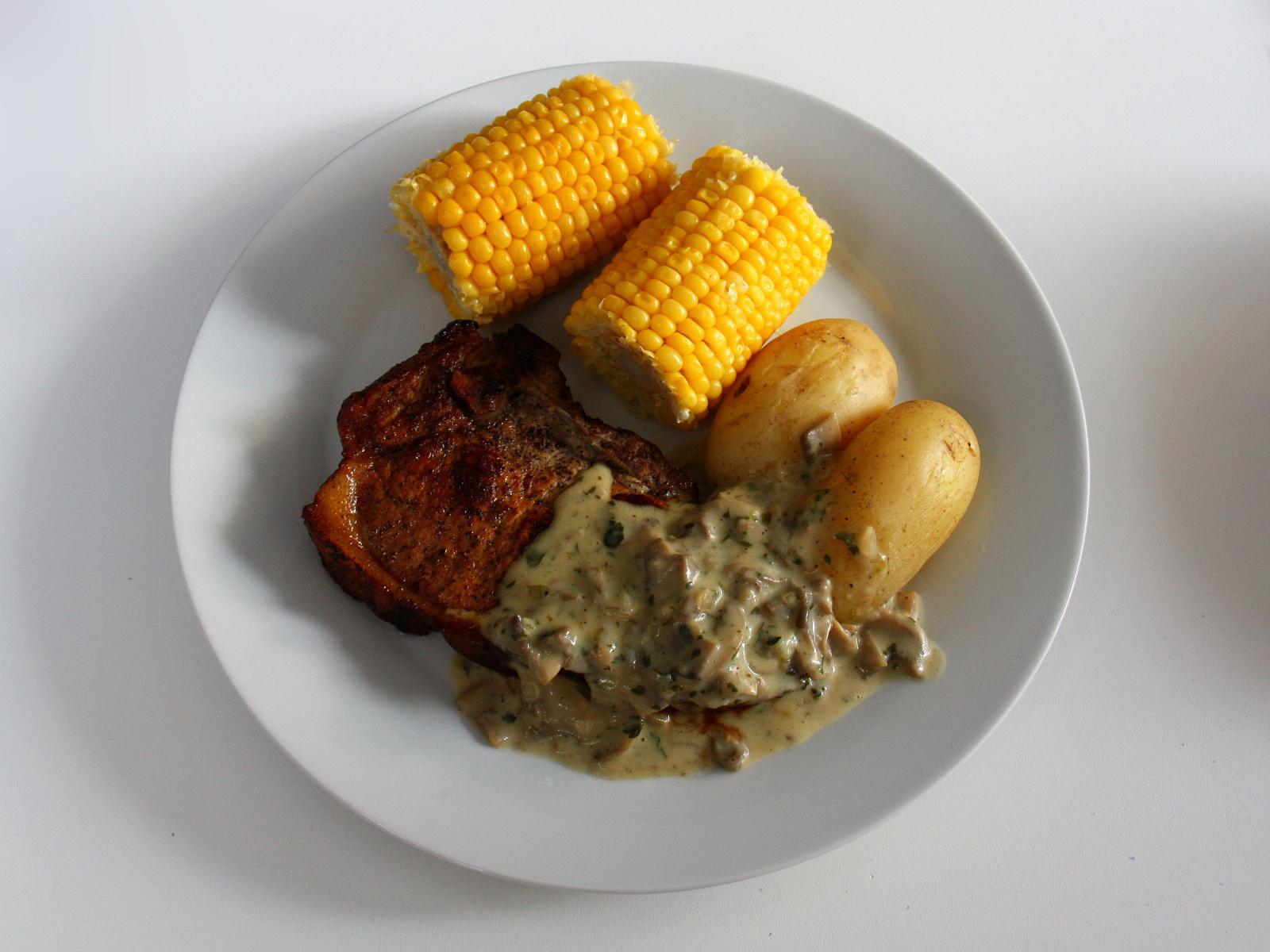
Een gerecht met Charlotte-aardappels.

Charlotte (Solanum tuberosum 'Charlotte', familie Solanaceae) is een aardappelras dat in Frankrijk werd gecreëerd in een aardappelonderzoekslaboratorium op het domein van Trévarez (Finistère, Bretagne). Het werd in 1981 op de markt gebracht en had een licentie tot 2011. Sindsdien is het vrij te gebruiken. 
De Charlotte is langwerpig van vorm, heeft een dunne schil en stevig vruchtvlees (vastkokend). De Charlotte is geschikt om te stomen en te sauteren, maar niet om te roosteren. 
Het is de meest geteelde variëteit met stevig vruchtvlees in Frankrijk, midden-vroegrijpend en erg productief. Ook in België is de soort populair.